# Blake Moore
Pour les articles homonymes, voir Moore.
Blake David Moore, né le 22 juin 1980 à Ogden (Utah), est un homme politique américain. Membre du Parti républicain, il est élu de l'Utah à la Chambre des représentants des États-Unis depuis 2021.

## Biographie

### Jeunesse et carrière professionnelle
Blake Moore naît et grandit à Ogden, dans le nord de l'Utah. Durant sa jeunesse, il est quarterback de l'équipe de football américain de son lycée d'Ogden. Au lycée, il reçoit le prix Wendy's High School Heisman (en),.
Étudiant à l'université d'État de l'Utah, où il est quaterback, il perd sa bourse de football lorsqu'il est missionnaire mormon en Corée du Sud, à Séoul. Il rejoint alors l'université de l'Utah, où il obtient son baccalauréat universitaire,,. Il travaille par la suite pour le Service extérieur des États-Unis, notamment en Asie et à Washington,. En 2010, il s'installe à Singapour, où il fonde sa société de conseil.
Blake Moore revient en Utah pour devenir consultant chez Cicero, un poste qu'il occupe pendant l'essentiel des années 2010. Parallèlement à sa carrière, il s'engage au sein d'associations en faveur de l'adoption (Utah Adoption Exchange et Wendy’s Wonderful Kids. Il est également diplômé d'une maîtrise en politique publique et administration de l'université Northwestern en 2018.
Il détient des intérêts financiers dans des entreprises du secteur de l'armement.

### Engagement politique
Blake Moore s'engage en politique en devenant vice-président de Better Boundaries, qui soutient la création d'une commission indépendante pour dessiner les circonscriptions électorales en Utah et lutter contre le gerrymandering. La proposition est adoptée par les électeurs en 2018.
Lors des élections de 2020, Blake Moore se présente à la Chambre des représentants des États-Unis dans le 1er district de l'Utah, qui comprend le nord et l'est de l'État. Il fait partie des 12 républicains souhaitant succéder au représentant Rob Bishop, qui n'est pas candidat à sa réélection. Arrivé deuxième de la convention du Parti républicain, il fait partie des quatre candidats retenus pour participer à la primaire. Attaqué pour ne pas habiter dans le district, il remporte toutefois la primaire avec 31 % des voix, devant le conseiller du comté de Davis Bob Stevenson (29 %), l'ancien conseiller du comté de Weber Kerry Gibson (24 %) et la maire de Kaysville Katie Witt (17 %). Il devient alors le favori de l'élection de novembre dans une circonscription historiquement conservatrice. Le 3 novembre 2020, il est élu représentant des États-Unis avec 69,5 % des suffrages face au démocrate Darren Parry.
En novembre 2023, après que Mike Johnson soit devenu président de la Chambre des représentants, il remporte une élection interne contre cinq de ses collègues pour lui succéder comme vice chair du groupe républicain, le cinquième poste dans la hiérarchie du groupe.
Il est réélu pour un troisième mandat contre le démocrate Bill Campbell lors des élections de 2024. Il est alors reconduit par ses collègues dans ses fonctions de vice chair du groupe républicain.

## Positions politiques
Blake Moore se décrit comme un républicain conservateur. Il est opposé à l'avortement, soutient le droit de porter une arme et l'abrogation de l'Obamacare,.
En janvier 2021, il fait partie des représentants républicains — minoritaires au sein du parti — à ne pas voter contre la certification des résultats en Arizona ou en Pennsylvanie. Après l'assaut du Capitole par des partisans de Donald Trump, il appelle à l'instauration d'une commission d'enquête et à la « censure » du président. Il refuse toutefois de voter la destitution du président, estimant qu'il s'agit de « la décision la plus douloureuse de [sa] vie ».
En décembre 2022, il fait partie des 39 républicains à voter en faveur du Respect for Marriage Act, la loi fédérale garantissant le mariage entre les couples de même sexe.